# Anisodes responsaria
Anisodes responsaria là một loài bướm đêm trong họ Geometridae.